# Les oiseaux du bonheur
Les oiseaux du bonheur è la terza compilation francese della cantante canadese Céline Dion, distribuita in Francia nel 1984. È il suo ottavo album e la sua seconda uscita in Francia.

## Descrizione
Les oiseaux du bonheur è una compilation di canzoni dei precedenti album della Dion. Si tratta per lo più di brani tratti da Mélanie, ma vi sono anche tre inediti: Paul et Virginie, Les oiseaux du bonheur e Hymne à l'amitié (cover di L'amico è di Dario Baldan Bembo). 
Paul et Virginie (ribattezzata Virginie... Roman d'amour) e Les oiseaux du bonheur saranno inclusi nel successivo album canadese C'est pour toi, mentre Hymne à l'amitié non verrà mai più pubblicato in Canada.
L'album è stato promosso con il singolo Mon rêve de toujours, tratto dall'album Mélanie.

## Tracce

### Les oiseaux du bonheur

#### Lato A
1. Trois heures vingt – 3:38 (Eddy Marnay, Patrick Lemaitre)
2. Trop jeune à dix-sept ans – 4:54 (Marnay, Paul Greedus, Barry Blue)
3. Mon rêve de toujours – 4:20 (Marnay, Jean-Pierre Goussaud)
4. Paul et Virginie (Inedito) – 3:51 (Marnay, Thierry Geoffroy, Christian Loigerot)
5. La voix du Bon Dieu (New Version) – 3:16 (Marnay, Suzanne-Mia Dumont)

#### Lato B
1. Les oiseaux du bonheur (Inedito) – 3:42 (Marnay, André Popp)
2. Tellement j'ai d'amour pour toi – 2:57 (Marnay, Hubert Giraud)
3. Un amour pour moi – 3:19 (Marnay, Loigerot Geoffroy)
4. Benjamin – 4:38 (Marnay, Pierre Papadiamandis)
5. Hymne à l'amitié (Cover) – 4:08 (Marnay, Dario Baldan Bembo, Nini Giacomelli, Sergio Bardotti)